# Broddanes
Broddanes är en udde i republiken Island.   Den ligger i regionen Västfjordarna, i den västra delen av landet, 160 km norr om huvudstaden Reykjavík.
Terrängen inåt land är huvudsakligen kuperad, men åt nordväst är den platt. Havet är nära Broddanes åt nordost.  Det finns inga samhällen i närheten. 